# 月球20号
月球20号（俄语：Луна 20）属于苏联的第三代无人月球探测器。是继月球16号之后第二个登上月球并将月球表面样品发回地球的无人探测器。月球20号在地球轨道上做了短暂停留之后，飞向月球。2月18日进入月球轨道，21日，经过变轨后的月球20号开始降落。降落后不久月球20号就采用和月球16号类似的程序采集月球表面样本。由于遇上了玄武岩，月球20号只采集到了55克的样本。